# Taeniotes batesi
Taeniotes batesi är en skalbaggsart som först beskrevs av Thomson 1879.  Taeniotes batesi ingår i släktet Taeniotes och familjen långhorningar. Inga underarter finns listade i Catalogue of Life.